# Arctosa frequentissima
Arctosa frequentissima är en spindelart som beskrevs av Lodovico di Caporiacco 1947. Arctosa frequentissima ingår i släktet Arctosa och familjen vargspindlar. Inga underarter finns listade i Catalogue of Life.